# ارتخشره
اَرتَخشَره (به فارسی باستان: Artaxšara*) خواجه پفلگونیانی در دربار اردشیر یکم و شهربان (ساتراپ) ارمنستان بود. او به داریوش دوم کمک کرد تا بر تخت پادشاهی نشیند و یک زمانی بعد از سال ۴۱۹ پ.م. نقشه‌ای علیه داریوش کشید تا او را سرنگون سازد که محکوم به اعدام شد. احتمالاً او همان شخصی است که به‌طور مکرر در اسناد بایگانی تجارتخانه نیپور در موراشو (Murašū) شهر بابل، در سال ۴۴۳–۴۱۹ پ.م. به نام Artaḫšar، به عنوان یک افسر مهم شاهنشاهی و مالک زمین و برده بسیار اشاره شده‌است.